# Solis Lacus

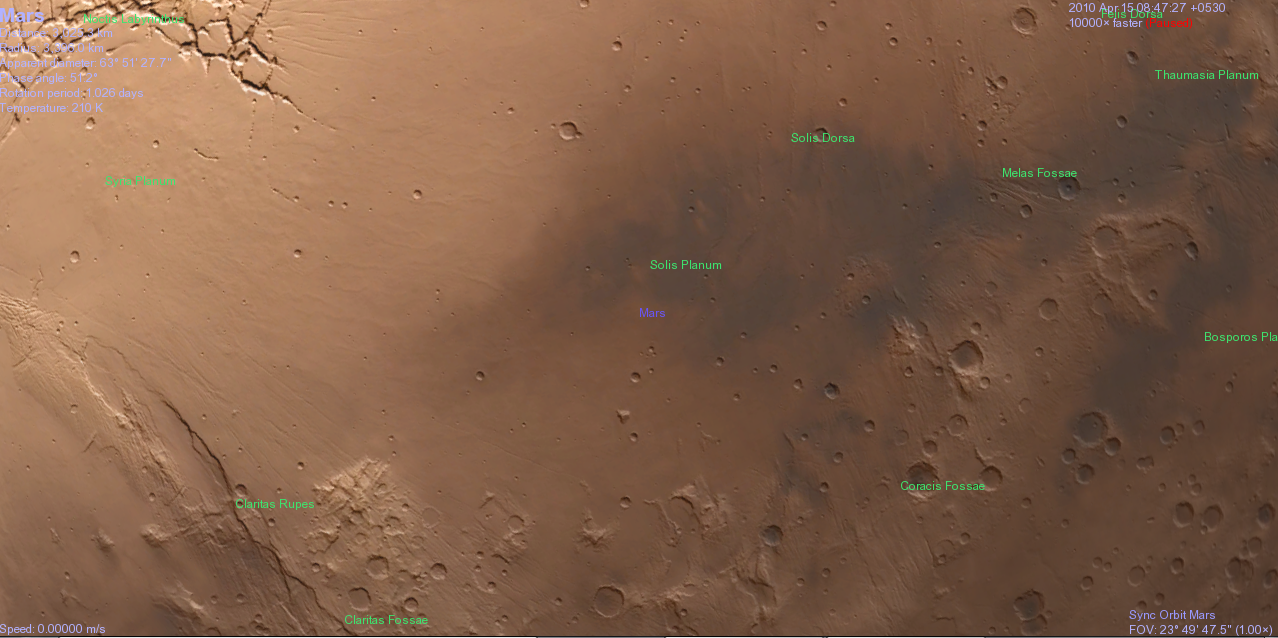
A Solis Lacus a Marson. Képernyőfotó a Celestiából

A Solis Lacus /ˈ s ɒ l ɪ s ˈ l eɪ k ə s / (latin, jelentése "a nap tava") egy jellegzetes sötét terület a Marson. Korábban "Oculus"-nak, magyarul "Szem"-nek hívták. Mind a mai napig "A mars szeme"-ként él a köztudatban, mivel az ezt körülvevő világosabb területet, amit Thaumasiának hívnak, egy pupillára hasonlít. Solis Lacus megjelenésének változékonyságáról ismert, kiterjedése és alakja megváltozik homokviharok következtében.
Percival Lowell úgy vélte, hogy ez a Mars bolygó fővárosa a régióban található számos csatorna miatt.

## Fordítás
- Ez a szócikk részben vagy egészben  a   Solis Lacus című angol Wikipédia-szócikk ezen változatának fordításán alapul.  Az eredeti cikk szerkesztőit annak laptörténete sorolja fel. Ez a jelzés csupán a megfogalmazás eredetét és a szerzői jogokat jelzi, nem szolgál a cikkben szereplő információk forrásmegjelöléseként.